# Carpoxylinae
Sous-tribu
Genres de rang inférieur
- Carpoxylon
- Satakentia
- Neoveitchia

Les Carpoxylinae sont une sous-tribu de plantes de la famille des Arecaceae,. Cette sous-tribu de palmiers comprend des taxons naturellement distribués dans la zone sud-ouest du Pacifique, la Mélanésie, le Vanuatu et l’Archipel Ryūkyū.

## Classification
- Sous-famille des Arecoideae
  - Tribu des Areceae
    - Sous-tribu des Carpoxylinae

Liste des genres :
- Carpoxylon
- Neoveitchia
- Satakentia

## Galerie

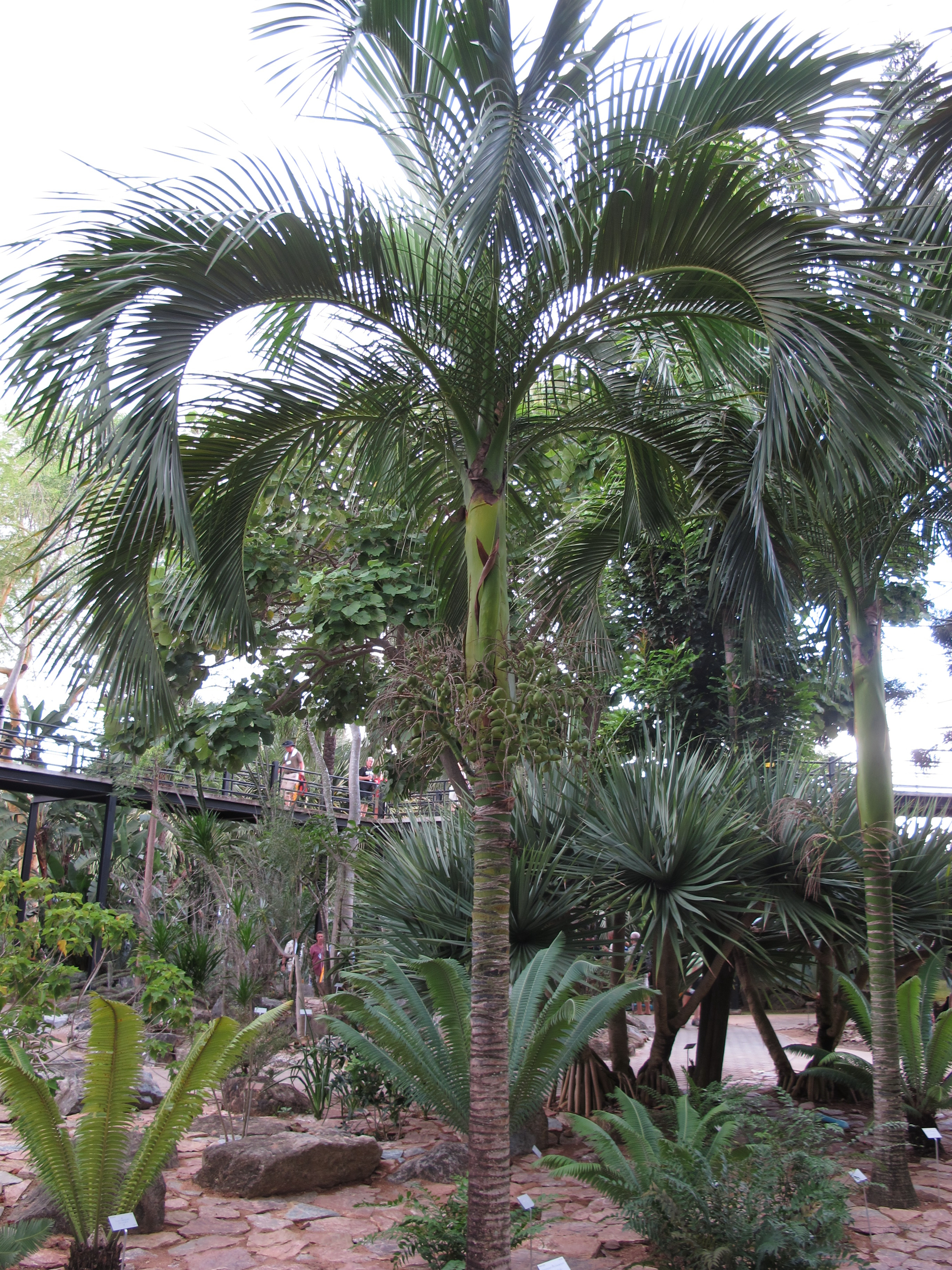
Carpoxylon macrospermum.
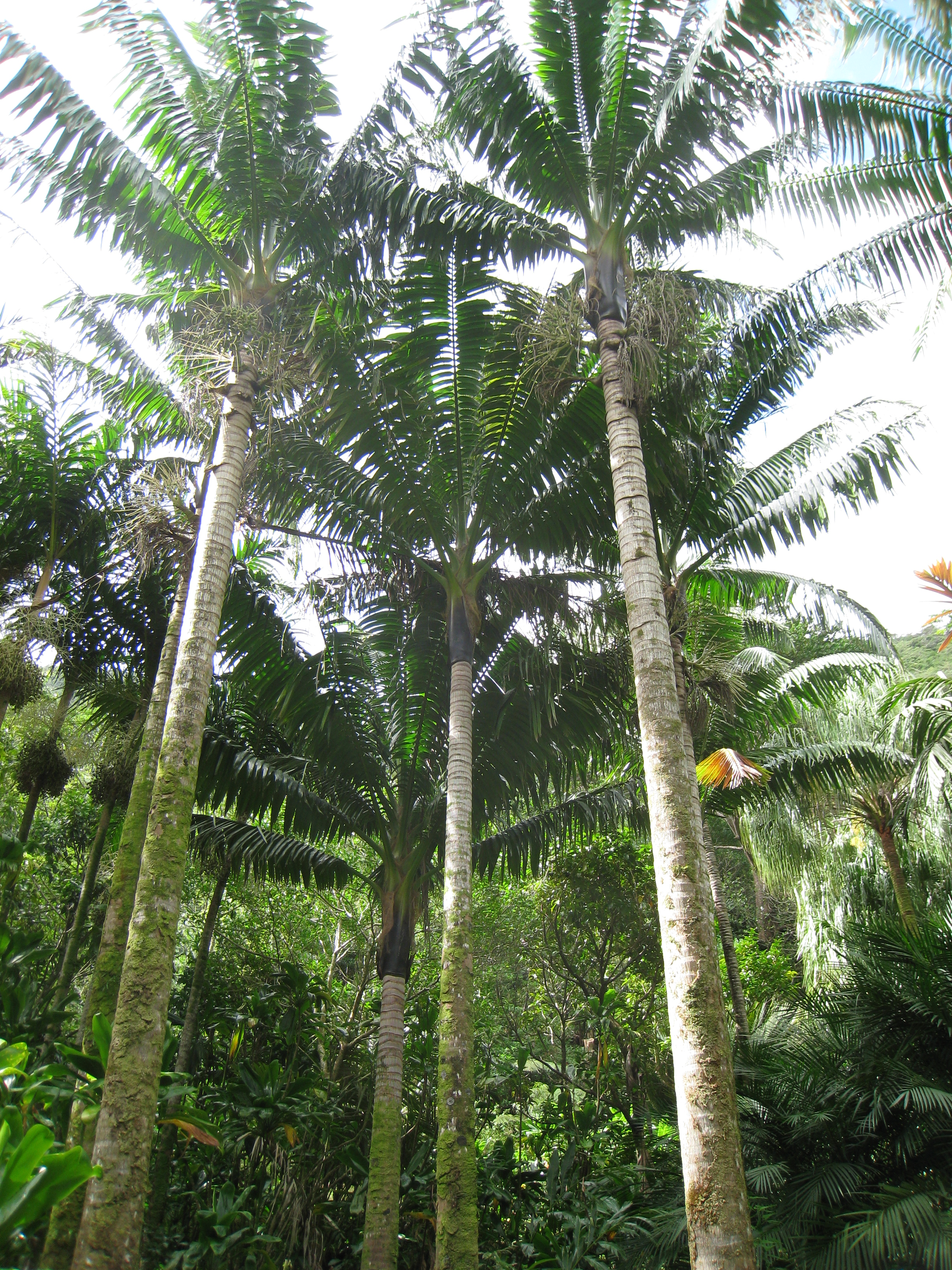
Neoveitchia storckii.
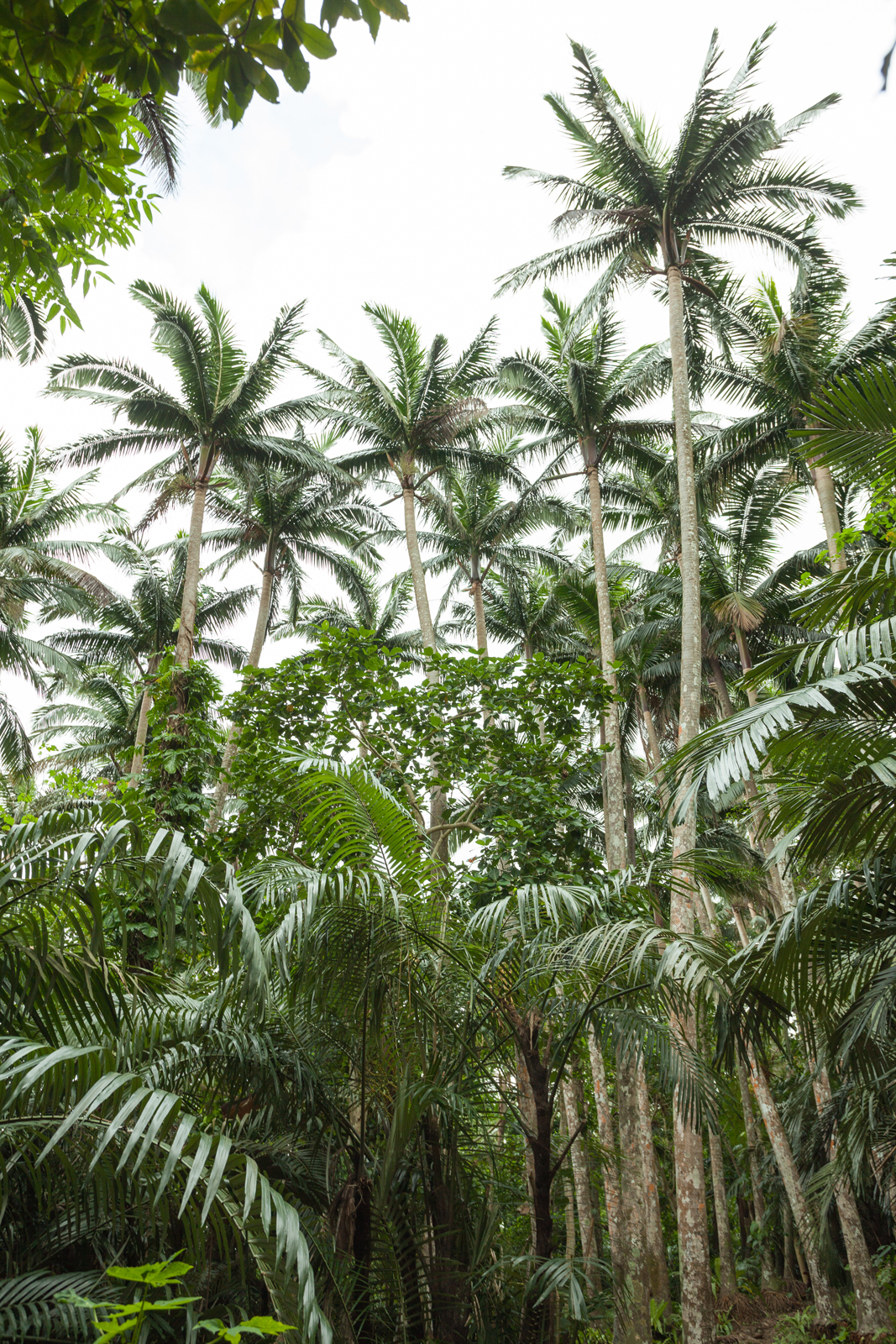
Satakentia liukiuensis.